# Élection présidentielle américaine dans l'État de New York

Carte des États-Unis avec l'État de New York en rouge.

L'État de New York est l'un des treize premiers États d'Amérique, mais en raison d'une impasse législative de l'État, il n'a pas participé à la première élection présidentielle de 1788-1789. Cependant, à l'exception de cette élection, l'État de New York a participé aux 58 autres élections de l'histoire des États-Unis.
Le paysage politique de New York a connu des changements importants au fil des ans. Le Parti démocrate est devenu la force dominante de la politique de l'État, avec une majorité substantielle d'électeurs inscrits affiliés au parti. Dans le passé, New York était considéré comme un état pivot, soutenant systématiquement le candidat vainqueur lors des élections de 1792 à 1984, à quelques exceptions près. Cependant, depuis 1988, l'État a toujours penché en faveur du Parti démocrate, lui offrant souvent une majorité significative de voix dépassant les 60 %. New York est reconnu depuis comme l'un des principaux bastions démocrates, aux côtés de la Californie et de l'Illinois.
L'État de New York est signataire du National Popular Vote Interstate Compact, un accord interétatique dans lequel les signataires attribuent tous leurs votes électoraux au vainqueur du vote populaire au niveau national lors d'une élection présidentielle, même si un autre candidat a remporté le vote populaire d'un signataire individuel. En 2023, il n'est pas encore entré en vigueur .

## Historique
en gras : le vainqueur de l'élection au niveau national

### 1788–89 à 1820
Lors des élections antérieures à 1828, New York n'a pas organisé de vote populaire. La législature de l'État a nommé chaque électeur.
| Année   | Vainqueur | Vainqueur             | Vainqueur | Vainqueur | Opposant | Opposant                        | Opposant | Opposant | GÉ | Ref.                              |
| Année   | Candidat  | Candidat              | Votes     | %         | Candidat | Candidat                        | Votes    | %        | GÉ | Ref.                              |
| ------- | --------- | --------------------- | --------- | --------- | -------- | ------------------------------- | -------- | -------- | -- | --------------------------------- |
| 1788–89 |           | George Washington (I) | -         | -         | -        | -                               | -        | -        | -  | [ note 1 ]                        |
| 1792    |           | George Washington (I) | -         | -         | -        | -                               | -        | -        | 12 | [ note 2 ] [ note 3 ] [ 3 ] [ 4 ] |
| 1796    |           | John Adams (F)        | -         | -         |          | Thomas Jefferson (DR)           | -        | -        | 12 | [ note 2 ] [ 5 ] [ 6 ]            |
| 1800    |           | Thomas Jefferson (DR) | -         | -         |          | John Adams (F)                  | -        | -        | 12 | [ note 2 ] [ 7 ] [ 8 ]            |
| 1804    |           | Thomas Jefferson (DR) | -         | -         |          | Charles Cotesworth Pinckney (F) | -        | -        | 19 | [ note 2 ] [ 9 ] [ 10 ]           |
| 1808    |           | James Madison (DR)    | -         | -         |          | Charles Cotesworth Pinckney (F) | -        | -        | 19 | [ note 2 ] [ 11 ] [ 12 ]          |
| 1812    |           | James Madison (DR)    | -         | -         |          | DeWitt Clinton (F)              | -        | -        | 29 | [ note 2 ] [ 13 ] [ 14 ]          |
| 1816    |           | James Monroe (DR)     | -         | -         |          | Rufus King (F)                  | -        | -        | 29 | [ note 2 ] [ 15 ] [ 16 ]          |
| 1820    |           | James Monroe (DR)     | -         | -         | -        | -                               | -        | -        | 29 | [ note 3 ] [ 17 ] [ 18 ]          |

### 1824
L'élection de 1824 a été une élection de réalignement complexe à la suite de l'effondrement du Parti républicain-démocrate dominant, ce qui a donné lieu à quatre candidats différents prétendant chacun porter la bannière du parti et se disputant l'influence dans différentes parties du pays. Cette élection a été la seule de l’histoire à être décidée par la Chambre des représentants en vertu des dispositions du douzième amendement à la Constitution des États-Unis, après qu’aucun candidat n’ait obtenu la majorité des voix électorales. C’était également la seule élection présidentielle au cours de laquelle le Le candidat ayant obtenu la majorité des voix (Andrew Jackson) n’est pas devenu président, ce qui a suscité une grande amertume chez Jackson et ses partisans, qui ont qualifié l’élection d’Adams de marché corrompu. Cette élection marque la dernière fois que la législature de l’État de New York a choisi les électeurs de l'État plutôt que d'utiliser une certaine forme de méthode de vote populaire.
| Année | Vainqueur | Vainqueur              | Vainqueur | Opposant | Opposant                 | Opposant | Opposant | Opposant            | Opposant | Opposant | Opposant        | Opposant | Total GÉ | Ref.          |
| Année | Candidat  | Candidat               | GÉ        | Candidat | Candidat                 | GÉ       | Candidat | Candidat            | GÉ       | Candidat | Candidat        | GÉ       | Total GÉ | Ref.          |
| ----- | --------- | ---------------------- | --------- | -------- | ------------------------ | -------- | -------- | ------------------- | -------- | -------- | --------------- | -------- | -------- | ------------- |
| 1824  |           | John Quincy Adams (DR) | 26        |          | William H. Crawford (DR) | 5        |          | Andrew Jackson (DR) | 1        |          | Henry Clay (DR) | 4        | 36       | [ 19 ] [ 20 ] |

### 1828
Lors de cette élection, le résultat électoral de chaque circonscription a décidé du collège électoral.
| Année | Vainqueur | Vainqueur          | Vainqueur | Vainqueur | Vainqueur | Opposant | Opposant               | Opposant | Opposant | Opposant | Total GÉ | Ref.                 |
| Année | Candidat  | Candidat           | Votes     | %         | GÉ        | Candidat | Candidat               | Votes    | %        | GÉ       | Total GÉ | Ref.                 |
| ----- | --------- | ------------------ | --------- | --------- | --------- | -------- | ---------------------- | -------- | -------- | -------- | -------- | -------------------- |
| 1828  |           | Andrew Jackson (D) | 139,412   | 51,45 %   | 20        |          | John Quincy Adams (NR) | 131,563  | 48,55 %  | 16       | 36       | [ 21 ] [ 20 ] [ 22 ] |

### 1832 to 1856
| Année | Vainqueur | Vainqueur                  | Vainqueur | Vainqueur | Opposant | Opposant                   | Opposant | Opposant | Autres candidats | Autres candidats          | Autres candidats | Autres candidats | GÉ | Ref.                        |
| Année | Candidat  | Candidat                   | Votes     | %         | Candidat | Candidat                   | Votes    | %        | Candidat         | Candidat                  | Votes            | %                | GÉ | Ref.                        |
| ----- | --------- | -------------------------- | --------- | --------- | -------- | -------------------------- | -------- | -------- | ---------------- | ------------------------- | ---------------- | ---------------- | -- | --------------------------- |
| 1832  |           | Andrew Jackson (D)         | 168,497   | 52,1 %    |          | Henry Clay (NR)            | 154,896  | 47,9 %   | -                | -                         | -                | -                | 42 | [ 23 ] [ 24 ] [ 25 ]        |
| 1836  |           | Martin Van Buren (D)       | 166,795   | 54,63 %   |          | William Henry Harrison (W) | 138,548  | 45,37 %  | -                | -                         | -                | -                | 42 | [ 26 ] [ 27 ] [ 24 ] [ 28 ] |
| 1840  |           | William Henry Harrison (W) | 226,001   | 51,18 %   |          | Martin Van Buren (D)       | 212,733  | 48,18 %  |                  | James G. Birney (LI-1840) | 2,809            | 0,64 %           | 42 | [ 26 ] [ 29 ] [ 30 ] [ 31 ] |
| 1844  |           | James K. Polk (D)          | 237,588   | 48,9 %    |          | Henry Clay (W)             | 232,482  | 47,85 %  |                  | James G. Birney (LI-1840) | 15,812           | 3,25 %           | 36 | [ 26 ] [ 32 ] [ 30 ] [ 33 ] |
| 1848  |           | Zachary Taylor (W)         | 218,583   | 47,94 %   |          | Martin Van Buren (FS)      | 120,497  | 26,43 %  |                  | Lewis Cass (D)            | 114,319          | 25,07 %          | 36 | [ 26 ] [ 34 ] [ 35 ] [ 36 ] |
| 1852  |           | Franklin Pierce (D)        | 262,083   | 50,18 %   |          | Winfield Scott (W)         | 234,882  | 44,97 %  |                  | John P. Hale (FS)         | 25,329           | 4,85 %           | 35 | [ 26 ] [ 37 ] [ 38 ] [ 39 ] |
| 1856  |           | John C. Frémont (R)        | 276,004   | 46,27 %   |          | James Buchanan (D)         | 195,878  | 32,84 %  |                  | Millard Fillmore (KN)     | 124,604          | 20,89 %          | 6  | [ 26 ] [ 40 ] [ 41 ] [ 42 ] |

### 1860
L’élection de 1860 fut une élection de réalignement complexe au cours de laquelle la rupture de l’alignement bipartite précédent a abouti à la présence de quatre partis, chacun en compétition pour l’influence dans différentes parties du pays. Le résultat de l’élection, avec la victoire d’un ardent opposant à l'esclavage, a provoqué la sécession de onze États et provoqué la guerre civile américaine.
| Année | Vainqueur | Vainqueur           | Vainqueur         | Autres candidats | Autres candidats                                                | Autres candidats  | GÉ | Ref.                        |
| Année | Candidat  | Candidat            | Votes (%)         | Candidat         | Candidat                                                        | Votes (%)         | GÉ | Ref.                        |
| ----- | --------- | ------------------- | ----------------- | ---------------- | --------------------------------------------------------------- | ----------------- | -- | --------------------------- |
| 1860  |           | Abraham Lincoln (R) | 362,646 (53,71 %) |                  | Stephen A. Douglas (D) John C. Breckinridge (SD) John Bell (CU) | 312,510 (46,29 %) | 35 | [ 26 ] [ 43 ] [ 44 ] [ 45 ] |

### 1864 à aujourd'hui
| Année | Vainqueur | Vainqueur                 | Vainqueur | Vainqueur | Opposant | Opposant                   | Opposant  | Opposant | Autres candidats | Autres candidats                | Autres candidats | Autres candidats | GÉ | Ref.                        |
| Année | Candidat  | Candidat                  | Votes     | %         | Candidat | Candidat                   | Votes     | %        | Candidat         | Candidat                        | Votes            | %                | GÉ | Ref.                        |
| ----- | --------- | ------------------------- | --------- | --------- | -------- | -------------------------- | --------- | -------- | ---------------- | ------------------------------- | ---------------- | ---------------- | -- | --------------------------- |
| 1864  |           | Abraham Lincoln (NU)      | 368,735   | 50,46 %   |          | George B. McClellan (D)    | 361,986   | 49,54 %  | -                | -                               | -                | -                | 33 | [ 46 ] [ 47 ] [ 48 ] [ 49 ] |
| 1868  |           | Horatio Seymour (D)       | 429,883   | 0,05 %    |          | Ulysses S. Grant (R)       | 419,888   | 0,05 %   | -                | -                               | -                | -                | 33 | [ 46 ] [ 50 ] [ 51 ] [ 52 ] |
| 1872  |           | Ulysses S. Grant (R)      | 440,738   | 53,23 %   |          | Horace Greeley (LR)        | 387,282   | 46,77 %  | -                | -                               | -                | -                | 35 | [ 46 ] [ 53 ] [ 54 ] [ 55 ] |
| 1876  |           | Samuel J. Tilden (D)      | 521,949   | 51,4 %    |          | Rutherford B. Hayes (R)    | 489,207   | 48,17 %  |                  | Green Smith (en) (PRO)          | 2,369            | 0,23 %           | 35 | [ 46 ] [ 56 ] [ 57 ] [ 58 ] |
| 1880  |           | James A. Garfield (R)     | 555,544   | 50,32 %   |          | Winfield S. Hancock (D)    | 534,511   | 48,42 %  |                  | James B. Weaver (GB)            | 12,373           | 1,12 %           | 35 | [ 46 ] [ 59 ] [ 60 ] [ 61 ] |
| 1884  |           | Grover Cleveland (D)      | 563,154   | 48,25 %   |          | James G. Blaine (R)        | 562,005   | 48,15 %  |                  | John St. John (en) (PRO)        | 25,006           | 2,14 %           | 36 | [ 46 ] [ 62 ] [ 63 ] [ 64 ] |
| 1888  |           | Benjamin Harrison (R)     | 650,338   | 49,28 %   |          | Grover Cleveland (D)       | 635,965   | 48,19 %  |                  | Clinton Bowen Fisk (PRO)        | 30,231           | 2,29 %           | 36 | [ 46 ] [ 65 ] [ 66 ] [ 67 ] |
| 1892  |           | Grover Cleveland (D)      | 654,868   | 48,99 %   |          | Benjamin Harrison (R)      | 609,350   | 45,58 %  |                  | John Bidwell (PRO)              | 38,190           | 2,86 %           | 36 | [ 46 ] [ 68 ] [ 69 ] [ 70 ] |
| 1896  |           | William McKinley (R)      | 819,838   | 57,58 %   |          | William Jennings Bryan (D) | 551,369   | 38,72 %  |                  | John McAuley Palmer (en) (ND)   | 18,950           | 1,33 %           | 36 | [ 71 ] [ 72 ] [ 73 ]        |
| 1900  |           | William McKinley (R)      | 822,013   | 53,1 %    |          | William Jennings Bryan (D) | 678,462   | 43,83 %  |                  | John G. Woolley (en) (PRO)      | 22077            | 1,43 %           | 36 | [ 74 ] [ 75 ] [ 76 ]        |
| 1904  |           | Theodore Roosevelt (R)    | 859,533   | 53,13 %   |          | Alton B. Parker (D)        | 683,981   | 42,28 %  |                  | Eugene V. Debs (S)              | 36,883           | 0 %              | 39 | [ 77 ] [ 78 ] [ 79 ]        |
| 1908  |           | William Howard Taft (R)   | 870,070   | 53,11 %   |          | William Jennings Bryan (D) | 667,468   | 40,74 %  |                  | Eugene V. Debs (S)              | 38,451           | 2,35 %           | 39 | [ 80 ] [ 81 ] [ 82 ]        |
| 1912  |           | Woodrow Wilson (D)        | 655,573   | 41,27 %   |          | William Howard Taft (R)    | 455,487   | 28,68 %  |                  | Theodore Roosevelt (PR-1912)    | 390,093          | 24,56 %          | 45 | [ 83 ] [ 84 ] [ 85 ]        |
| 1916  |           | Charles Evans Hughes (R)  | 879,238   | 51,53 %   |          | Woodrow Wilson (D)         | 759,426   | 44,51 %  |                  | Allan L. Benson (en) (S)        | 45,944           | 2,69 %           | 45 | [ 86 ] [ 87 ] [ 88 ]        |
| 1920  |           | Warren G. Harding (R)     | 1,871,167 | 64,56 %   |          | James M. Cox (D)           | 781,238   | 26,95 %  |                  | Eugene V. Debs (S)              | 203,201          | 7,01 %           | 45 | [ 89 ] [ 90 ] [ 91 ]        |
| 1924  |           | Calvin Coolidge (R)       | 1,820,058 | 55,76 %   |          | John W. Davis (D)          | 950,796   | 29,13 %  |                  | Robert M. La Follette (PR-1924) | 474,913          | 14,55 %          | 45 | [ 92 ] [ 93 ] [ 94 ]        |
| 1928  |           | Herbert Hoover (R)        | 2,193,344 | 49,79 %   |          | Al Smith (D)               | 2,089,863 | 47,44 %  |                  | Norman Thomas (S)               | 107,332          | 2,44 %           | 45 | [ 95 ] [ 96 ] [ 97 ]        |
| 1932  |           | Franklin D. Roosevelt (D) | 2,534,959 | 54,07 %   |          | Herbert Hoover (R)         | 1,937,963 | 41,33 %  |                  | Norman Thomas (S)               | 177,397          | 3,78 %           | 47 | [ 98 ] [ 99 ] [ 100 ]       |
| 1936  |           | Franklin D. Roosevelt (D) | 3,293,222 | 58,85 %   |          | Alf Landon (R)             | 2,180,670 | 38,97 %  |                  | Norman Thomas (S)               | 86,897           | 1,55 %           | 47 | [ 101 ] [ 102 ] [ 103 ]     |
| 1940  |           | Franklin D. Roosevelt (D) | 3,251,918 | 51,5 %    |          | Wendell Willkie (R)        | 2,180,670 | 47,95 %  |                  | Norman Thomas (S)               | 18,950           | 0,3 %            | 47 | [ 104 ] [ 105 ] [ 106 ]     |
| 1944  |           | Franklin D. Roosevelt (D) | 3,304,238 | 52,31 %   |          | Thomas E. Dewey (R)        | 2,987,647 | 47,3 %   |                  | Edward A. Teichert (en) (SLP)   | 14,352           | 0,23 %           | 47 | [ 107 ] [ 108 ] [ 109 ]     |
| 1948  |           | Thomas E. Dewey (R)       | 2,841,163 | 45,99 %   |          | Harry S. Truman (D)        | 2,780,204 | 45,01 %  |                  | Henry A. Wallace (PR-1948)      | 509,559          | 8,25 %           | 47 | [ 110 ] [ 111 ] [ 112 ]     |
| 1952  |           | Dwight D. Eisenhower (R)  | 3,952,815 | 55,45 %   |          | Adlai Stevenson (D)        | 3,104,601 | 43,55 %  |                  | Vincent Hallinan (en) (ALP)     | 64,211           | 0,9 %            | 45 | [ 113 ] [ 114 ] [ 115 ]     |
| 1956  |           | Dwight D. Eisenhower (R)  | 4,345,506 | 61,24 %   |          | Adlai Stevenson (D)        | 2,458,282 | 34,64 %  | Autres candidats | Autres candidats                | 2521             | 0,04 %           | 45 | [ 116 ] [ 117 ] [ 118 ]     |
| 1960  |           | John F. Kennedy (D)       | 3,830,085 | 52,53 %   |          | Richard Nixon (R)          | 3,446,419 | 47,27 %  |                  | Farrell Dobbs (SWP)             | 14,319           | 0,2 %            | 45 | [ 119 ] [ 120 ] [ 121 ]     |
| 1964  |           | Lyndon B. Johnson (D)     | 4,913,156 | 68,56 %   |          | Barry Goldwater (R)        | 2,243,559 | 31,31 %  |                  | Eric Hass (en) (SLP)            | 6,085            | 0,5 %            | 43 | [ 122 ] [ 123 ] [ 124 ]     |
| 1968  |           | Hubert Humphrey (D)       | 3,378,470 | 49,76 %   |          | Richard Nixon (R)          | 3,007,932 | 44,3 %   |                  | George Wallace (AIP)            | 358,864          | 5,29 %           | 43 | [ 125 ] [ 126 ] [ 127 ]     |
| 1972  |           | Richard Nixon (R)         | 4,192,778 | 58,54 %   |          | George McGovern (D)        | 2,951,084 | 41,21 %  |                  | Evelyn Reed (SWP)               | 7,797            | 0,11 %           | 41 | [ 128 ] [ 129 ] [ 130 ]     |
| 1976  |           | Jimmy Carter (D)          | 3,389,558 | 51,87 %   |          | Gerald Ford (R)            | 3,100,791 | 47,46 %  |                  | Roger MacBride (en) (LI)        | 12,197           | 0,19 %           | 41 | [ 131 ] [ 132 ] [ 133 ]     |
| 1980  |           | Ronald Reagan (R)         | 2,893,831 | 46,66 %   |          | Jimmy Carter (D)           | 2,728,372 | 43,99 %  |                  | John B. Anderson (I)            | 467,801          | 7,54 %           | 41 | [ 134 ] [ 135 ] [ 136 ]     |
| 1984  |           | Ronald Reagan (R)         | 3,664,763 | 53,84 %   |          | Walter Mondale (D)         | 3,119,609 | 45,83 %  |                  | David Bergland (en) (LI)        | 11,949           | 0,18 %           | 36 | [ 137 ] [ 138 ] [ 139 ]     |
| 1988  |           | Michael Dukakis (D)       | 3,347,882 | 51,62 %   |          | George H. W. Bush (R)      | 3,081,871 | 47,52 %  |                  | Ron Paul (LI)                   | 20,497           | 0,32 %           | 36 | [ 140 ] [ 141 ] [ 142 ]     |
| 1992  |           | Bill Clinton (D)          | 3,444,450 | 49,73 %   |          | George H. W. Bush (R)      | 2,346,649 | 33,88 %  |                  | Ross Perot (I)                  | 1,090,721        | 15,75 %          | 33 | [ 143 ] [ 144 ] [ 145 ]     |
| 1996  |           | Bill Clinton (D)          | 3,756,177 | 59,47 %   |          | Bob Dole (R)               | 1,933,492 | 30,61 %  |                  | Ross Perot (RE)                 | 503,458          | 7,97 %           | 33 | [ 146 ] [ 147 ] [ 148 ]     |
| 2000  |           | Al Gore (D)               | 4,113,791 | 60,22 %   |          | George W. Bush (R)         | 2,405,676 | 35,22 %  |                  | Ralph Nader (G)                 | 244,398          | 3,58 %           | 33 | [ 149 ] [ 150 ]             |
| 2004  |           | John Kerry (D)            | 4,314,280 | 58,37 %   |          | George W. Bush (R)         | 2,962,567 | 40,08 %  |                  | Ralph Nader (I)                 | 99,873           | 1,35 %           | 31 | [ 151 ] [ 152 ]             |
| 2008  |           | Barack Obama (D)          | 4,804,945 | 62,88 %   |          | John McCain (R)            | 2,752,771 | 36,03 %  |                  | Ralph Nader (I)                 | 41,249           | 0,54 %           | 31 | [ 153 ] [ 154 ]             |
| 2012  |           | Barack Obama (D)          | 4,485,741 | 63,35 %   |          | Mitt Romney (R)            | 2,490,431 | 35,17 %  |                  | Gary Johnson (LI)               | 47,256           | 0 %              | 29 | [ 155 ]                     |
| 2016  |           | Hillary Clinton (D)       | 4,556,124 | 59,38 %   |          | Donald Trump (R)           | 2,819,534 | 36,75 %  |                  | Gary Johnson (LI)               | 176,598          | 2,3 %            | 29 | [ 156 ]                     |
| 2020  |           | Joe Biden (D)             | 5,244,886 | 60,87 %   |          | Donald Trump (R)           | 3,251,997 | 37,74 %  |                  | Jo Jorgensen (LI)               | 60,383           | 0,7 %            | 29 | [ 157 ]                     |
| 2024  |           | Kamala Harris (D)         | 4,386,887 | 55.55 %   |          | Donald Trump (R)           | 3,465,813 | 43.89 %  |                  |                                 |                  |                  | 28 |                             |